# Carnival of Souls: The Final Sessions
Carnival of Souls: The Final Sessions es el décimo séptimo  álbum de estudio de la banda estadounidense de rock Kiss, publicado el 28 de octubre de 1997 a través de Mercury Records. Este trabajo supuso la última contribución del batería Eric Singer, hasta el lanzamiento de Sonic Boom (2009), y del guitarrista Bruce Kulick, quien además debutó como vocalista en este disco. Su grabación se realizó entre 1995 y 1996, aunque debido a la reunión de su formación original su lanzamiento se canceló; sin embargo, el hecho de que varias copias piratas circularan entre los aficionados provocó que Kiss tomara la decisión de publicarlo de manera oficial.
En Carnival of Souls: The Final Sessions, Kiss orientó su sonido hard rock hacia el grunge, que en aquellos momento gozaba de popularidad, pero su recepción comercial fue modesta, ya que solo llegó al puesto 27 en los Estados Unidos, donde no logró certificación alguna y ni siquiera se posicionó en la lista del Reino Unido. Por su parte, la opinión de los críticos fue bastante tibia y muchos lo calificaron como uno de los peores trabajos del grupo.

## Trasfondo
Revenge (1992), el álbum que precedió a Carnival of Souls: The Final Sessions supuso el debut del batería Eric Singer, que había reemplazado al fallecido Eric Carr. Tras realizar su respectiva gira promocional, en la que grabaron el directo Alive III (1993) y publicar el tributo Kiss My Ass: Classic Kiss Regrooved (1994), en 1995 Kiss emprendió una serie de conciertos en convenciones de aficionados alrededor del mundo, durante uno de los cuales participó el batería original Peter Criss. En agosto de ese año la banda —por aquellos momentos integrada por el guitarrista Paul Stanley, el bajista Gene Simmons, el batería Eric Singer y el guitarrista Bruce Kulick— grabó un concierto en Nueva York, en el que contaron con la participación de Criss y el guitarrista original Ace Frehley, para el programa de televisión MTV Unplugged. La buena recepción de las convenciones y del concierto llevó a Simmons y a Stanley a preparar la reunión de la formación original, sin embargo, el grupo continuó con la composición y grabación de su nuevo trabajo hasta que la unión con Frehley y Criss quedó oficializada.
El 28 de febrero de 1996, Simmons, Stanley, Criss y Frehley aparecieron en la 38.ª edición de los premios Grammy con sus característicos maquillajes y dos meses más tarde anunciaron de manera oficial su reunión. Esta decisión provocó la salida de Kulick y Singer de la banda, así como la cancelación del lanzamiento de Carnival of Souls: The Final Sessions.

## Grabación

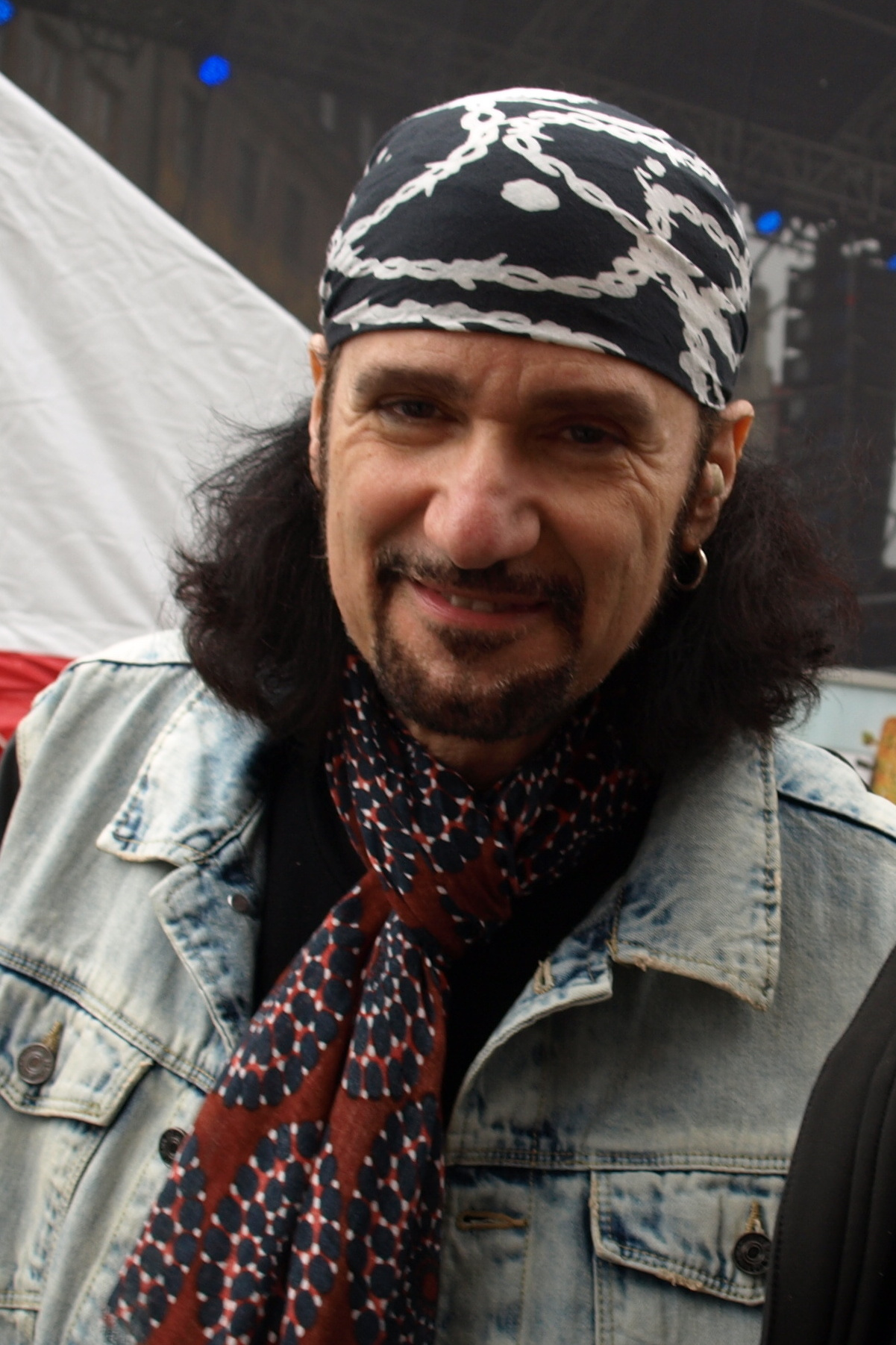
Bruce Kulick fue el principal compositor del álbum.

Tras realizar el concierto para MTV Unplugged, Kiss siguió con la labor del que sería su siguiente disco. Debido a que Gene Simmons «buscaba algo más oscuro, más inquieto y más furioso» y a que «la imagen del mundo musical era Nirvana y el grunge» decidieron contratar al productor Toby Wright, que había producido el LP homónimo de Alice in Chains, la cual era una de las bandas, junto a Soundgarden y Stone Temple Pilots, que los miembros de Kiss solían escuchar. Por el contrario, Paul Stanley discrepaba con las ideas de su compañero: «Estaba totalmente en contra de hacer ese tipo de álbum, pero hay momentos en el grupo en los que alguien acepta o cede basándose en lo que otro siente. Nunca creí que el mundo necesitara unos Soundgarden, unos Metallica o unos Alice in Chains de segunda clase».
El proceso de grabación comenzó en noviembre de 1995, en los estudios Music Grinder de Hollywood y la mezcla terminaría en enero del año siguiente, cuando Simmons y Stanley comunicaron a Eric Singer y a Bruce Kulick la futura reunión de la formación original. Kulick lo aceptó, pero por otro lado Singer puso en duda la habilidad de su antecesor: «¿Qué? ¿Peter Criss aún puede tocar batería?». De acuerdo con Toby Wright: «La grabación fue básicamente el show de Bruce y Toby. Principalmente todo el trabajo y la dirección de las guitarras dictaban un sonido en cuanto a la estructura de la canción. Era un concepto mío y de Bruce de cómo deberían sonar la guitarras». El hecho de que Kulick fuera el principal compositor y de que debutara como vocalista en el tema «I Walk Alone» provocó que muchos de los aficionados lo calificaran como un trabajo en solitario del guitarrista, aunque según él «de alguna manera “I Walk Alone” sonaba más a Kiss que gran parte del disco». Kulick, de hecho, fue el bajista en varias de las pistas, en detrimento de Simmons e incluso utilizó uno de los bajos de su compañero. De acuerdo con el guitarrista: «La imitación es la forma más sincera de adulación, así que traté de ser lo más parecido a Gene que pude. Paul y yo hicimos maquetas muy minuciosas en las que yo tocaba el bajo, así que [grabar la mayoría de las pistas de bajo] simplemente tenía sentido».

## Composición

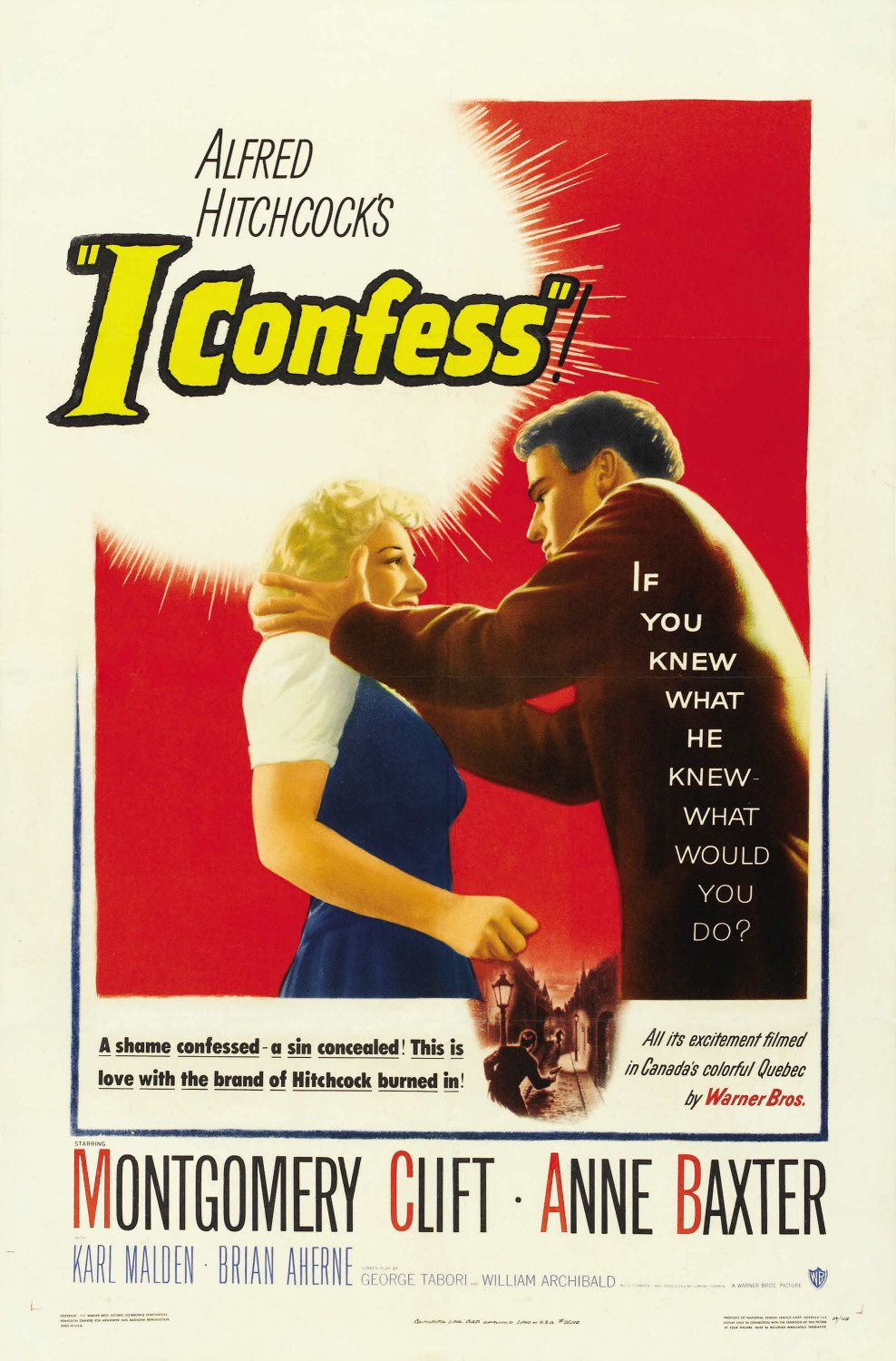
Para el tema «I Confess», Gene Simmons tomó como inspiración la película homónima de Alfred Hitchcock. En la imagen, un póster del largometraje.

El álbum comienza con «Hate», compuesta por Gene Simmons, Bruce Kulick y Scott Van Zen (para quien Simmons trabajaba como mánager) y que se inicia con ruidos crípticos en los que Paul Stanley menciona a Billy Corgan de The Smashing Pumpkins. «Rain», escrita originalmente por Curtis Cuomo, un amigo de los miembros del grupo, y a la que posteriormente Kulick añadió un riff y Stanley la melodía, sufrió cambios significativos en su mezcla por Toby Wright, quien disminuyó el sonido de todas las guitarras. «Master & Slave», también compuesta por Cuomo, Kulick y Stanley, y en la que incluso Simmons ayudó en algunos arreglos pese a no ser acreditado, habla en su letra sobre el amor, a pesar de que su título —en español: Maestro/a y esclavo/a— sugiera sexo extremo. «Childhood's End» había sido concebida por Simmons y el actual guitarrista de Kiss, Tommy Thayer, un par de años antes de la grabación del disco y que completarían Kulick y el propio Simmons. El bajista tomó su título de la novela homónima de Arthur C. Clarke, que según él trataba sobre «las últimas etapas de la evolución cuando nos convertimos en entidades espirituales. Dejamos nuestro cuerpo y nos transformamos en fuentes de energía y esos seres elementales nos ayudan en nuestro viaje». «I Will Be There», acreditada a Stanley, Kulick y Cuomo, es un tema acústico en cuya letra el primero canta sobre el vínculo con su hijo Evan.
«Jungle», el único sencillo, surgió a partir de un riff de Kulick al que más tarde Stanley y Cuomo incorporaron melodía y letra, la cual incluye una metáfora de «una ciudad peligrosa como una jungla». Por su parte, la música de «In My Head» la compusieron Simmons y Van Zen, y su letra, que habla sobre «mirar dentro de la cabeza de Simmons donde uno puede encontrarse termitas y cajas de odio», la escribió Jaime St. James, vocalista de la banda Black N' Blue. «It Never Goes Away», otra de las piezas de Stanley, Kulick y Cuomo a la que el segundo solía llamar «Black Sabbath» por ser oscura y funesta, habla sobre que «nunca tenemos suficiente de lo que realmente no necesitamos». «Seduction of the Innocent», atribuida a Simmons y Van Zen, está inspirada en el libro homónimo del doctor Fredric Wertham, que según el bajista «su noción era que los cómics eran malvados y enseñaban a nuestros jóvenes cosas equivocadas». Simmons apuntó además que por aquellos momentos había escuchado sobre sacerdotes católicos que abusaban de menores y le pareció apropiado escribir una canción sobre eso. «I Confess», compuesta por Simmons y el cantante de rock Ken Tamplin, tuvo como inspiración la película de mismo título de Alfred Hitchcock en la que Montgomery Clift interpreta a un sacerdote acusado de cometer un crimen. «In the Mirror», escrita por Kulick, Stanley y Cuomo surgió de otro riff de Kulick inspirado en Jimi Hendrix e incluye en su letra la pregunta: «Who are you and do you like what you see when you look in the mirror?» —en español: ¿Quien eres y te gusta lo que ves cuando te miras en el espejo—. «I Walk Alone», el tema que cierra el disco, lo compuso Kulick originalmente con el nombre «Waterfall» y que cambiaría su título al incorporarle Simmons la letra.
Durante las sesiones de grabación del disco, el grupo tenía preparadas otras canciones que no quedaron incluidas en él, pero si aparecieron en lanzamientos posteriores. «Within», compuesta por Simmons, fue añadida al siguiente trabajo de Kiss, Psycho Circus (1998) y «Carnival of Souls», el tema que dio título al álbum, acreditado a Simmons y Van Zen, apareció en el segundo disco en solitario del bajista, Asshole (2004).

## Lanzamiento
Le reunión de la formación original provocó la cancelación del lanzamiento del álbum y en agosto de 1996 quedaron confirmadas de manera oficial las salidas de Bruce Kulick y Eric Singer, —este último regresaría años más tarde como reemplazo de Peter Criss—; sin embargo, la filtración en internet del disco provocó la aparición de varias copias piratas. Ante la pregunta de si uno de los integrantes del conjunto había sido el responsable del filtrado, el productor Toby Wright respondió: «¿Quien sabe? Tengo algunas ideas de quien lo hizo. Si fue uno de los miembros de la banda, solo diré que fue para su beneficio personal y estoy seguro de que ganó mucho dinero». Por su parte, Kulick dijo: «Algunos pensaban que yo había filtrado el disco, obviamente no era cierto, pensar eso fue algo muy obsceno». Debido a este contratiempo, la discográfica Mercury Records decidió publicarlo de manera oficial el 28 de octubre de 1997, aunque su recepción comercial fue discreta. Carnival of Souls: The Final Sessions únicamente llegó al puesto 27 del Billboard 200, mientras que los demás trabajos de Kiss publicados en la década de 1990 alcanzaron el top 20. Por su parte, en el Reino Unido ni siquiera logró entrar en el UK Albums Chart, algo que no le sucedía a la agrupación desde Love Gun (1977). El disco no llegó a conseguir certificación alguna de la RIAA, uno de los pocos trabajos del conjunto sin hacerlo y hacia 2007 había vendido unas 175 000 copias en los Estados Unidos. «Jungle», el único sencillo, fue editado con una versión reducida para su retransmisión en la radio y aunque no tuvo impacto en las listas nacionales, llegó al octavo puesto de la lista Mainstream Rock Songs, el mejor en la carrera del grupo hasta entonces.

## Recepción crítica
Tras su lanzamiento, Carnival of Souls: The Final Sessions recibió principalmente críticas negativas y a menudo está considerado uno de los peores trabajos de Kiss. Stephen Thomas Erlewine de Allmusic consideró que «debería haberse quedado sin publicar. Ninguna de las canciones destaca y la música suena enlatada, forzada y sobreproducida, con poco del humor autodestructivo que hizo que la gira de regreso fuera un éxito». Chuck Klosterman de Grantland señaló que «no contiene ni himnos o melodías memorables. Es anti-Kiss y es anti-bueno, pero eso sería ser demasiado generoso». Rustyn Rose de Examiner lo clasificó como el segundo peor trabajo de la banda y alegó que «si bien hay muchas pistas intrigantes, no se siente como un álbum de Kiss». Mike McPadden de VH1, en su lista de los peores discos de las mejores bandas de heavy metal situó a Carnival of Souls: The Final Sessions en la sexta posición y remarcó que «cuando el mundo quería grunge, Kiss intentó dárselo y luego enterraron el grunge». Por su parte, el sitio web Ultimate Classic Rock lo posicionó en el puesto veinte de la clasificación de los trabajos del grupo y apuntó que «hay muchos riffs geniales, pero en general las cosas se desvían un poco hacia el territorio del grunge oscuro y Black Sabbath». Curtis Zimmermann del periódico The Michigan Daily escribió que el conjunto «ha publicado 29 álbumes y este quizás sea el peor. Esta obra difiere en que suena más a una banda de thrash metal de baja categoría que a Kiss».

## Lista de canciones
| N.º | Título                      | Escritor(es)                              | Voz principal | Duración |  |
| 1.  | «Hate»                      | Gene Simmons, Scott Van Zen, Bruce Kulick | Simmons       | 4:36     |  |
| 2.  | «Rain»                      | Paul Stanley, Kulick, Curtis Cuomo        | Stanley       | 4:46     |  |
| 3.  | «Master & Slave»            | Stanley, Kulick, Cuomo                    | Stanley       | 4:57     |  |
| 4.  | «Childhood's End»           | Simmons, Tommy Thayer, Kulick             | Simmons       | 4:20     |  |
| 5.  | «I Will Be There»           | Stanley, Kulick, Cuomo                    | Stanley       | 3:49     |  |
| 6.  | «Jungle»                    | Stanley, Kulick, Cuomo                    | Stanley       | 6:49     |  |
| 7.  | «In My Head»                | Simmons, Van Zen, Jaime St. James         | Simmons       | 4:00     |  |
| 8.  | «It Never Goes Away»        | Stanley, Kulick, Cuomo                    | Stanley       | 5:42     |  |
| 9.  | «Seduction of the Innocent» | Simmons, Van Zen                          | Simmons       | 5:16     |  |
| 10. | «I Confess»                 | Simmons, Ken Tamplin                      | Simmons       | 5:23     |  |
| 11. | «In the Mirror»             | Stanley, Kulick, Cuomo                    | Stanley       | 4:26     |  |
| 12. | «I Walk Alone»              | Simmons, Kulick                           | Kulick        | 6:07     |  |

Fuente: Allmusic.

## Créditos
| Kiss - Paul Stanley - guitarra rítmica, voz - Gene Simmons - bajo, voz - Bruce Kulick - guitarra solista, voz, bajo en «Rain», «I Will Be There», «Jungle», «It Never Goes Away», «In the Mirror» y «I Walk Alone» - Eric Singer - batería, percusión, coros | Producción - Toby Wright - producción, mezcla, ingeniería - Gene Simmons y Paul Stanley - producción - Stephen Marcussen - masterización - David Bryant - ingeniería - Mick Guzauski y Rall Rogut - mezcla - William Hames - fotografía |

Fuente: Allmusic.

## Posición en las listas
| País           | Lista                   | Mejor posición | Ref.   |
| -------------- | ----------------------- | -------------- | ------ |
| Alemania       | German Albums Chart     | 36             | [ 40 ] |
| Austria        | Alben Top 75            | 37             | [ 40 ] |
| Estados Unidos | Billboard 200           | 27             | [ 27 ] |
| Finlandia      | Suomen virallinen lista | 17             | [ 41 ] |
| Noruega        | Topp 40 Album           | 23             | [ 42 ] |
| Países Bajos   | Album Top 100           | 66             | [ 43 ] |
| Suecia         | Sverigetopplistan       | 29             | [ 44 ] |